# بختیارآباد دومکی
بختیارآباد دومکی (به انگلیسی: Bukhtiarabad Domki) یک شهر در پاکستان است که در ایالت بلوچستان واقع شده‌است.